# 泉谷良彦
泉谷 良彦（いずみたに よしひこ、1935年10月6日 - 2013年10月7日 ）は、日本の経営者。三菱石油社長、日石三菱会長を務めた。

## 来歴・人物
高知県出身。土佐商船元常務取締役の泉谷彦治の長男として生まれる。祖父は実業家の野村茂久馬。1959年に慶應義塾大学法学部を卒業し、同年に三菱石油に入社。。1989年6月に取締役に就任し、1991年6月に常務を経て、1994年6月に社長に就任。社長在任時には、1998年に日本石油と合併することを決断し、1999年には日石三菱会長に就任した。
2013年10月7日肺炎により、死去。78歳没。